# Брентвуд (Каліфорнія)
Брентвуд (англ. Brentwood) — місто (англ. city) в США, в окрузі Контра-Коста штату Каліфорнія. Населення — 64 292 особи (2020).

## Географія
Брентвуд розташований за координатами 37°56′9″ пн. ш. 121°43′7″ зх. д. / 37.93583° пн. ш. 121.71861° зх. д. (37.935905, -121.718547).  За даними Бюро перепису населення США в 2010 році місто мало площу 38,34 км², з яких 38,30 км² — суходіл та 0,05 км² — водойми.

### Клімат
| Клімат : Брентвуд       | Клімат : Брентвуд | Клімат : Брентвуд | Клімат : Брентвуд | Клімат : Брентвуд | Клімат : Брентвуд | Клімат : Брентвуд | Клімат : Брентвуд | Клімат : Брентвуд | Клімат : Брентвуд | Клімат : Брентвуд | Клімат : Брентвуд | Клімат : Брентвуд | Клімат : Брентвуд |
| Показник                | Січ.              | Лют.              | Бер.              | Квіт.             | Трав.             | Черв.             | Лип.              | Серп.             | Вер.              | Жовт.             | Лист.             | Груд.             | Рік               |
| Абсолютний максимум, °C | 25,0              | 26,7              | 32,2              | 35,6              | 39,4              | 47,2              | 45,6              | 43,3              | 46,1              | 39,4              | 31,1              | 23,9              | 47,2              |
| Середній максимум, °C   | 12,2              | 15,6              | 18,9              | 21,7              | 26,1              | 30,0              | 33,3              | 32,2              | 30,0              | 25,0              | 17,8              | 12,8              | 23,0              |
| Середній мінімум, °C    | 3,9               | 6,1               | 7,2               | 8,9               | 12,2              | 14,4              | 15,0              | 15,0              | 13,9              | 11,1              | 7,2               | 3,9               | 9,9               |
| Абсолютний мінімум, °C  | −6,7              | −5,6              | −2,8              | −2,2              | 2,8               | 3,3               | 6,1               | 7,2               | 5,6               | −2,2              | −4,4              | −7,8              | −7,8              |
| Норма опадів, мм        | 68                | 62                | 53                | 20                | 11                | 2                 | 0                 | 1                 | 5                 | 16                | 41                | 61                | 340               |
| ----------------------- | ----------------- | ----------------- | ----------------- | ----------------- | ----------------- | ----------------- | ----------------- | ----------------- | ----------------- | ----------------- | ----------------- | ----------------- | ----------------- |
| Джерело:                |                   |                   |                   |                   |                   |                   |                   |                   |                   |                   |                   |                   |                   |

## Демографія
Згідно з переписом 2010 року, у місті мешкала 51 481 особа в 16 494 домогосподарствах у складі 13 208 родин. Густота населення становила 1343 особи/км².  Було 17523 помешкання (457/км²).
Расовий склад населення:
| - 67,9 % — білих - 7,9 % — азіатів - 6,6 % — чорних або афроамериканців - 0,6 % — корінних американців - 0,4 % — вихідців з тихоокеанських островів - 9,6 % — осіб інших рас |

До двох чи більше рас належало 6,9 %. Частка іспаномовних становила 26,8 % від усіх жителів.
За віковим діапазоном населення розподілялося таким чином: 31,2 % — особи молодші 18 років, 57,4 % — особи у віці 18—64 років, 11,4 % — особи у віці 65 років та старші. Медіана віку мешканця становила 35,6 року. На 100 осіб жіночої статі у місті припадало 94,2 чоловіків;  на 100 жінок у віці від 18 років та старших — 90,4 чоловіків також старших 18 років.
Середній дохід на одне домашнє господарство  становив 106 450 доларів США (медіана — 92 589), а середній дохід на одну сім'ю — 115 533 долари (медіана — 105 398). Медіана доходів становила 77 218 доларів для чоловіків та 52 968 доларів для жінок. За межею бідності перебувало 7,3 % осіб, у тому числі 8,3 % дітей у віці до 18 років та 5,4 % осіб у віці 65 років та старших.
Цивільне працевлаштоване населення становило 24 517 осіб. Основні галузі зайнятості: освіта, охорона здоров'я та соціальна допомога — 23,5 %, науковці, спеціалісти, менеджери — 11,2 %, роздрібна торгівля — 10,2 %, будівництво — 9,7 %.